# 魔都精兵的奴隸
《魔都精兵的奴隸》是Takahiro原作，竹村洋平作畫的日本漫畫，2019年1月5日起於少年Jump+連載，隔週星期六更新。改編電視動畫於2024年1月至3月播放。

## 登場角色

### 魔防隊
政府為了消滅「醜鬼」，由吃下「桃」後獲得「桃之力量」的強大女性組成「魔防隊」，管轄魔都世界大門的出入、擊退「醜鬼」。下設九組魔防隊和出張隊

#### 七番組（主要人物）
和倉優希（聲：廣瀨裕也、洲崎綾（幼少期））
上野公立高中三年級男學生。擅長處理家庭事務，並喜歡開發新餐具和清潔工具。某天在路上思考未來的去向時，遭到魔都的醜鬼襲擊，與七番組組長京香一同陷入困境。京香與優希簽訂契約，使他成為擁有特殊能力的坐騎「奴隸」，從而消滅醜鬼。以此為契機，被僱用為「奴隸」和魔防隊七番組宿舍的管理員，處理料理和打掃等相關工作，並成為七番組的成員兼魔防隊中唯一的男性成員。
依照騎乘者的能力，優希的能力會有所改變。但在變身結束後使用過的女人，會根據優希潛意識中的慾望，強制對其進行“獎勵”。和羽前京香、東日萬凜、駿河朱朱、出雲天花、錢函可可、空折、上運天美羅、多多良木乃實、山城戀、東風舞希、伏摩、月夜野貝兒接過吻（除駿河朱朱、出雲天花和八雷神是主動接吻外，其他人均受“無窮之鎖”能力影響）。
六年前，在一次魔都災難中失去了姐姐青羽。在與單角醜鬼的戰鬥中，遇到騎在單角醜鬼上的人形醜鬼青羽而吃驚不已。在對人形醜鬼的第二次進攻中，被帶到了醜鬼隱秘之鄉，在那裡與青羽再次重逢。與青羽的感情依然十分融洽，和另外兩位人形醜鬼錢函可可與湯野波音野互動良好。在數場戰役中，使六番組組長出雲天花十分迷戀於優希，並與七番組隊長和組員關係密切。
羽前京香（聲：鬼頭明里）
七番組魔防隊組長。有著端莊美麗的外貌。
桃之能力為「無窮之鎖（Slave）」，跟其他生物簽訂契約，讓對方成為自己的「奴隸」，引發其力量並使役之。故事開始時，主要使用醜鬼為駕馭對象，但是在與優希簽訂契約後，發現駕馭優希時引發的能力是醜鬼無法比擬的。解鎖能力後必須獎勵奴隸所做的一切，獎勵似乎是奴隸可能想要的東西。醜鬼是奴隸時，只需要給豬肉；但是在優希的情況下，卻會是親吻和肉體接觸之類的獎勵。強化形態為「無窮之鎖『天進』」，全能力大幅提升，並且能夠將自身寄宿於京香的刀中釋放出強力的斬擊。與東日萬凜同乘優希並發動「無窮之鎖·戰雲」的形態。
救了在魔都迷路的優希，在京香被一群醜鬼包圍時與優希簽訂契約，決定奴役優希，並以自己的能力賦予對方強大的力量。見識到他的力量後很中意優希，僱用他於魔防隊七番組工作。除了使用已增強其能力的優希之外，也有自己獨特的戰鬥技術和日本刀進行戰鬥；為少數能夠不以能力跟醜鬼戰鬥的人。利用擊敗醜鬼的非凡能力使她成為七番組的領導者。每次使用優希解鎖能力時，都必須給他獎勵。雖然是強制但也不會討厭。在多次戰役中，逐漸對優希產生更多的感情。在魔防隊共同訓練期間，多次借出優希給其他隊的成員使用，並明顯表露出妒忌。為了讓優希認清誰是主人，曾仿效青羽對其使用關節技（主因是優希在戰鬥中下意識聽從青羽的命令而違抗了京香）。
東日萬凛（聲：宮本侑芽）
七番組副組長。比優希大一歲。擁有美麗外表，高傲，不耐煩且容易生氣。最喜歡的食物是拉麵。對身為組長的京香十分憧憬，起初不喜歡隊員內唯一的男性優希，但是承認優希在戰鬥中的實力。
桃之能力為「青雲之志（Learning）」，能夠學習他人的能力為己用，會因為與本人的相性問題而有強度區別，相性差的能力會遭到大幅度劣化。目前最常用能力是五番組組員所山咲的「武裝小町」，與京香的「無窮之鎖」。
控制優希的形態为「無窮之鎖·旋風」，攻速提高，力量削弱。強化形態為"無窮之鎖·旋風「天」"，速度大幅度提升。與羽前京香同乘優希並發動「無窮之鎖·戰雲」的形態。
出身於久負盛名的東家，有兩位姐姐為東麻衣亞和東八千穗，該家族在魔都討伐中取得了矚目的成就，但其能力的不足，導致同為東家的八千穗嘲笑。因此奮力訓練，以成為像京香一樣強大的存在。在駕馭優希戰鬥的過程中逐漸產生好感，不在乎付出的代價也是優希期望的。在東家家主爭奪戰中，曾為與母親爭奪優希的獎賞權而主動誘惑優希。
駿河朱朱（聲：日野麻里）
七番組戰鬥人員。綁著一條絲帶的豐滿活潑少女。愛好是打遊戲。
桃之能力為「玉体革命（Paradigm Shift）」，能夠改變身體大小。巨大化時能發揮強大的力量，同時體力消耗很大。反之當縮小時，時間限制會變長。變大時，身上如衣服之類構造簡單的物品也能一起變大，但對如手機與槍械這類複雜物品則很難有效果。而縮小時則沒有這種限制。
控制優希的形態为「無窮之鎖·巖融」，力量、爆發力、傷害輸出極大增強，速度、機動性與通常狀態嚴重下降，無法改變身體大小。
生於平凡家庭，家中有兩個姐姐和一個母親，朱朱的年紀為最小的，自出身起就沒有父親。加入魔防隊是為了尋求刺激。由於就讀的小學、初中和高中都是女校，因此對身為男性隊員的優希感到好奇。當優希加入七番組時拍下了優希的入浴照並威脅要使其成為奴隸。之後，優希幫助朱朱與襲擊宿舍的醜鬼戰鬥，使朱朱逐漸對優希產生戀情。雖然沒有直接說出愛意，但經常會向優希主動出擊。視出雲為情敵，多次嘗試誘惑優希但失敗。
大川村寧（聲：立花日菜）
七番組非戰鬥人員，兼任優希作為宿舍管理員的上司。十一歲的小學生。
桃之能力為「一定能找到（Promise）」，擁有遠視周遭的千里眼效果。
控制優希的形態为「無窮之鎖·煌星」，偵察特效，視覺可透視強化，聽覺可聽到他人的心臟跳動聲。
父母疑似因為魔都災害而失蹤，為了找尋父母行蹤而加入魔防隊，其能力也是呼籲這個願望而得名。很崇拜擅長家務的優希，因為她也想為收養自己的人分擔家務。

#### 一番組
多多良木乃實
一番組組長。冥加的弟子、京香的師妹。
桃之能力為「金色形意拳（Kemono Chikara）」，能從身體放出氣勁。藉由配合她以形意拳為基礎所創造的自創武術，能發揮出其模仿的動物力量。
控制優希的形態为「無窮之鎖·霸衣」，變身為戰衣，攻擊時能疊加上優希的力量，還能用意念控制優希做出意想不到的攻擊。
冥加理宇
前一番組組長，現副組長。世代交替交由弟子木乃實接班，也是京香的師傅。
桃之能力為「純白靈廟」，招喚一位死者為自己作戰，且其與發動者都會受到強化。
萬倉江真
多多良木乃實的同學朋友，後來成為一番組組員。
桃之能力為「桃弧棘矢」，能從體內伸出荊棘。

#### 二番組
上運天美羅
二番組組長。如不良少女般，但其實是個替人著想的大姐頭。將京香視為競爭對手，並且正在爭奪下一任總組長的職位。
桃之能力為「緋色的聯隊（All Killing）」，能使出分身，分別選擇強化自我的分身及重現數量的分身。
控制優希的形態为「無窮之鎖·爆音」，變成摩托車，擁有相當卓越的機動性，能噴火攻擊。
在與八雷神成員—空折的對戰中，為救被醜鬼襲擊的一般民眾而放出大量分身，在幾經消耗的狀態下不敵空折而被吸收，直到空折被優希與京香擊敗後釋放。
座霸惠美
二番組組員，成為不良少女的契機是想讓自己不好惹，但是在見識到美羅的強大後自願跟隨她。
桃之能力為「緋色護旗手（Red Soul）」，當她撐起旗幟時，就能無視距離強化美羅。

#### 三番組
月夜野貝兒
三番組組長。比優希年輕。極度缺乏自信，很怕總組長。
桃之能力為「微笑壽老人（Canopus）」，透過發動能力能將對象之靈魂能量具體化，由其本人拔出後，將使該對象灰飛煙滅。作用對象不限於生物，是個能無視強度、對任何有形之物都一擊必殺的能力。缺點是效果必須在近距離的時候才能發動，且過程中不能阻止對方的行動，如果無法接近對方，或對方立刻逃出效果範圍的話就無用武之地，所以需要其他人的配合。另一項效果是能保護自身的性命，即便是受了致命傷也會復原。
自小就受人欺負，父母也對她漠不關心。為了改變自己的境遇，一直希望能獲得強大的桃之能力，成為特別的存在。在如願獲得「微笑壽老人（Canopus）」後，不只被招募進入魔防隊，周圍人對她的態度也都改變了，她認為她的願望真的實現了。但一進入魔防隊，她發現隊內強大的能力者大有人在，讓她好不容易獲得的自信立刻煙消雲散，但又不想退出，只能硬著頭皮苦撐。
控制優希的形態为「無窮之鎖·月隱」，能夠隱形。
總組長為讓她成長，讓她與七番組共同訓練，雖然一度想要放棄，但在優希的鼓勵下還是努力的提升自己。然而在回三番組休息時，被八雷神伏摩偷襲重創，並被收入卡牌。伏摩被八番組擊敗後被皮莉片可釋出，並協助羽前京香擊敗雷煉。目前為治癒伏摩造成的傷害和使用能力過度的後遺症而休養中，臉上留下伏摩襲擊時留下的傷疤。
肥後紅葉
三番組組員，目前被神奉者打成重傷。
能力是操縱火焰。
新粥小粹
三番組組員，目前被神奉者打成重傷。
能力是操縱煙霧。
上總鞠
三番組組員，目前被神奉者打成重傷。
通過飛行組件獲得飛行能力。

#### 五番組
蝦夷夜雲
五番組組長。很喜歡與女孩子的觸碰，野心是把魔防的女孩子們全部收入后宮。導致其他女生對其敬而遠之，但對魔防隊中的唯一男性優希也有興趣。因為對方給人一種放心感而且很有趣，所以也決定把優希放入後宮。
桃之能力為「常闇舞踏團（Night Storm）」，可控制風。
控制優希的形態为「無窮之鎖·鳳翼」，可以極高速飛翔。
五木蚕
五番組副組長。
桃之能力為「織女星絲繭（Miracle Care）」，能用來療傷，但不能治病或讓死人復活。
所山咲
五番組組員。
桃之能力為「武裝小町（Bang Bang Bang）」，能使身體的一部分化為武器。日萬凜常用的能力便是從咲那裡學來的，所以有機會時常常一起訓練。

#### 六番組
出雲天花（聲：內田真禮）
六番組組長。短髮且擁有魔性魅力的外表。擅長組織管理且擁有冷靜的思考能力，喜歡優希。從小就一直是榮譽學生，並受到總組長的信任，在魔防隊範以出色的領導人而聞名。
桃之能力為「天御鳥命（Amenomitori）」，能夠操縱空間。可以傳送到另一個地方或扭曲空間本身，以忽略對手的防禦和攻擊。攻擊時的範圍非常廣，可以一擊就消滅一大群醜鬼。
天花從來沒有喜歡過男孩，也沒有情人。因此想要一個寵物般的男孩醫治擔任組長的辛勞並消除私人生活的煩惱，對於優希有強烈慾望的感覺。再奪回優希與青羽戰鬥時，發揮強大的力量，並透過口頭嘲諷使的青羽發怒，但在後面卻也因為青羽是優希的姐姐，而不忍對其下手。會稱青羽為「姐姐」。
東八千穗（聲：稗田寧寧）
六番組副組長，日萬凜的姊姊。
平時給人的印象非常高傲，但實際上是個努力家。喜愛日萬凛的寵妹狂熱者，表面上欺負日萬凛，暗地裡是藉由待在她的身邊，保護她不受其他家庭成員的霸凌。在日萬凛離家後，衷心希望她能回家，只是言行太不坦率。
桃之能力為「東之辰刻（Golden Hour）」，擺出奇特姿勢後可停止或倒流時間5秒，但每次使用都會消耗大量力氣。之後練成「東之大辰刻（Prime Time）」，可停止或倒流時間延長至10秒。
若狹佐原（聲：上田麗奈）
六番組組員，是個很愛睡覺的女性。
桃之能力為「發怒的羊（Crazy Sheep）」，在本人選擇的時限內強化身體能力，時間越短能力越強，但時限過後再次發動需要間隔時間。如果發動中失去意識，高漲的戰鬥本能會使身體自動戰鬥而力量會進一步增強。

#### 八番組
瓦爾瓦拉·皮莉片可
八番組組長。外裔女性，現擁有日本籍。
原本出生於犯罪組織的家族，從小因為父母的非法手段吃下桃子。她在長大的過程中才漸漸發現自己家庭的特殊性，讓她對於將還是否要繼承雙親的犯罪組織深感迷防。在學校畢業之前家族的組織被戀摧毀，而她則是受戀的邀請而加入到魔防隊。剛開始因為態度過於冷漠，讓戀指派京香來負責她的培訓，過程中被京香的熱情和實力所吸引，現在非常敬仰京香。
桃之能力為「無上崇高大聖堂（Pantheon）」，能製造出一個對羽前京香的崇拜者有利的空間。原本她最初的能力是創造出一個對自己有利的虛無空間，現在的模樣完全是受到她崇拜京香的心意所影響。
控制優希的形態為「無窮之鎖·狛犬」，此狀態下的優希全身的外型化作機械形態，能夠自己創造結界，動作變得遲鈍但力量大幅提升，且由於動力源變為「對京香的的忠誠心」而不會感到疲憊。專屬招式「罪滅光」對懷有惡意的敵人有極大效果，對普通人無效。
普拉琪·謝拉瓦特
八番組副組長，個性認真，非常喜愛喜劇。
桃之能力為「迅鞭阿修羅（Urumi）」，使用鞭子快速進行攻擊。
潔娜·史提普魯斯
八番組隊員，身材高大，性格開朗活潑。
桃之能力為「豪劍士（Hero）」，變身為角鬥士，使用劍盾攻擊防禦。

#### 九番組
東風舞希
九番組組長。東八千穗和東日萬凜的母親。看上去十分年輕，實力強大，接任海桐花成為新一任家主。對所有事情都力求完美，消除疲勞的按摩手法十分純熟。在訓練日萬凛時意外借到優希，之後與女兒一起獎賞優希（用胸部餵食蜜糖，日萬凛則用口）。
桃之能力為「貫穿日冕之槍（Sun Set）」，使用一把能伸縮自如的長槍來攻擊敵人。
控制優希的形態为「無窮之鎖·肉彈」，有著牛角以及強壯肉體的特徵。與外貌相反，力量與速度都有些下降，身體如同橡皮一樣能夠拉伸，能反彈攻擊及四肢可自由伸縮。
東麻衣亞
九番組副組長，東家直系。
桃之能力為「足手荒神（Ooinaru Mono）」，能製造出巨大的手掌來進行攻擊、防禦以及移動。
東譽
九番組組員，東家分家。穿著暴露，幼時經常霸凌日萬凜，曾五度逼哭她，被日萬凜說腦子有病。被東日萬凜在東之晚宴擊敗後試圖誘惑和倉優希，但因為闖錯房間，最終失敗被海桐花訓斥“不懂得抓緊機會”。
桃之能力為「行雲流水（Python）」將自己的行動在腦內預輸入，身體就會忠誠執行，雖然無法改變已輸入的行為，但是動作執行時身體強化很多。
東海桐花
前魔防隊總組長、前九番組魔防隊組長、前任東家家主。風舞希的母親、八千穗和日萬凜的祖母。外表與穿著如中學生般。很中意優希，希望把他拉入東家當外孫女婿為東家繁衍後代。
桃之能力為「東之霜星（Utakata）」，能夠從其他人身上提取生命力。平時是從花朵上提取生命力使自己返老還童，吸取多餘的生命力可以儲存起來促進他人的成長或用於治癒。

#### 十番組
山城戀（聲：花澤香菜）
魔防隊總組長、十番組組長。自學生時代就文武雙全，不只考試與體育比賽都拿到第一，還擔任過學生會長，取得能力後更是能輕易擊潰精銳部隊，被歌頌為「生命的頂點」。極端愛國主義者，為了國家的利益，可能會採取無情的選擇來犧牲一些人。喜歡小動物，尤其是狗。在聽聞優希的事後就對其很感興趣，特意從京香借得優希。顯現出的奴隸型態為「殺牙」，起初對優希比較厭惡，但觀察到優希的忠誠一面後對優希產生像寵物狗的喜愛。之後因無窮之鎖副作用給予優希“報償”，原以為獎賞只是撫摸優希，但最後是脫光衣服被其撫摸。對獎賞表現得極為害羞且恥辱，下定決心要讓優希認清雙方的主從關係，發誓下一次一定要反過來調教優希。
桃之能力為「遍照世間之萬物，無限宇宙之全一」。能將八名大佛的力量選擇其中之一寄宿到自己的眼睛，繼而自由使用它們的能力。一隻眼睛能寄宿一個大佛的力量，所以她一次能使用兩項能力，也能藉由雙眼寄宿同樣能力來讓其效果強化。知曉大佛能力全貌的人只有她自己，所以其他人都不清楚她能力的具體效果。
控制優希的形態為「無窮之鎖·殺牙」，通體漆黑且帶有不詳的氣息，全能力大幅提高，力量極為強大，通過技能“贖罪的山羊”能瞬間殺除大量醜鬼，自我再生能力極快，但優希本人會失去意識陷入失控而暴走，轉而攻擊使役者。之後以其壓倒性的力量將其制服，但仍然需要獎賞優希。
備前銀奈（聲：吉田有里）
十番組組員。一开始因为女尊男卑的思想对优希很冷淡，但在近距離觀看八千穗和日萬凜與優希的戰鬥後改觀。并记住對方的名字，战斗结束后向优希要签名。
桃之能力為「會員制競技場（Ginna Club）」，以她畫在地上的線為邊界發動結界，簽名的人能進入結界，且在裡頭戰鬥無論什麼傷都能治癒。因這能力在訓練和交流戰中被各隊爭相搶奪。

#### 出差組
為了摘取魔都之桃而設立的武裝別動隊。
久重遙乃
魔防隊原七番組隊員，目前隸屬出差組。京香進隊之前就已經任職的老隊員。
桃之能力為「遙乃式神（Origami）」，可同時操作多個紙鶴進行攻擊。若為用心製作的紙鶴話力量會增強。可以輕鬆貫穿醜鬼。隨著摺紙形態的不同能力也有所不同，既可以用作巡邏和攻擊，還可以幫助做家務等。
控制優希的形態为「無窮之鎖·慈雨」。該狀態下的優希穿著上換上了類似漢服的服飾，力量大幅下降，能力上變成特化治療類型。使出的下雨可治療包括優希自己在內的一定範圍內任何傷員，治療會即刻完成且傷員回復後的身體能力會略微提升，但是治療重傷者會劇烈消耗優希的體力，切斷的部位可藉此接回但無法憑空再生，已死亡的對象無法治癒。

### 其他部門

#### 魔都裝備研究所
大川村佳乃
魔都裝備研究所主任，大川村寧的姨母。

#### 陰陽寮
木國和歌子
陰陽寮寮長。

#### 防衛省
令坊玲子
防衛大臣
矢守伊櫻里
防衛監察監。

### 醜鬼

#### 人型醜鬼
和倉青羽（聲：楠木燈）
優希的姐姐。六年前，在魔都災害中行蹤不明。因吃了桃子而得以生還，但變成了一個人形醜鬼。
弟控，對優希很是嚴格的同時也關愛有加。在發現優希來到魔都後找機會將之擄走，並希望對方和自己一起生活。計畫進攻政府研究機構陰陽寮，在歷經與魔防隊六、七番組的交戰以及八雷神集團的突襲後，由於召集的醜鬼基本全滅，加上可可與波音被抓而姑且放棄。現在帶領同樣變成人形醜鬼的同伴們藏匿在某處的隱秘之鄉，和魔防隊六番組組長天花私下仍偶有聯繫。
錢函可可（聲：千本木彩花）
活潑開朗的少女。他有著像江戶時代大辣辣的性格，很照顧朋友。因此對傷害朋友的魔防隊和八雷神感到非常憤怒。有操縱體液的能力，通過用體液使身體變粘可以減輕打擊並使其無效，但是很容易被削減。唾液具有癒合傷口的作用，並且可以通過舔傷口來治癒傷口。一度被八雷神集團捉走並被空折吸收，獲救後和波音、青羽一眾妥善安置。
湯野波音（聲：日高里菜）
身材苗條的美麗女子，當還是人的時候在做模特兒。從小就一直追求美，認為自己是人形醜鬼中的美女。
被捲入魔都災害裡頭，在魔防隊救援之前便被逼入絕境，情急之下食用魔都之桃產生異變。甦醒後已逐漸醜鬼化，被政府研究醜鬼的組織陰陽寮囚禁起來被迫接受各項實驗，期間覺醒潛入物體的能力，找到機會帶著同伴逃出陰陽寮，成為青羽的夥伴。一度被八雷神集團捉走並被空折吸收，獲救後和可可、青羽一眾妥善安置。

#### 八雷神
紫黑（聲：杜野真子）
女孩形的八雷神，有著長長的黑髮，髮端是蛇的頭。 第一人自稱是「僕」。健談，喜歡戲謔的性格，經常打雷煉。對人類感興趣，並在許多方面與魔防隊接觸，目前判定為攻擊魔防隊的計畫之首。其能力「暗蛇牢」能將物體吸引過來，並使用黑色之蛇控制住被攻擊的對象。
將人形醜鬼青羽和可可吸引困住。對於能夠秒殺特別種醜鬼──獨角的優希很感興趣，一度削弱自身能力以順利潛入宿舍企圖帶走優希未果。
壤龍（聲：生天目仁美）
黑肉美女，裸露度極高的衣著。具有強大的身體素質，能同時對抗多個魔防隊隊員。擁有安靜的個性，並且在八雷神之間具有穩重的性格。
雷煉（聲：鯨）
體形巨大的男性八雷神成員。具有好戰和高壓的個性，他很爆笑和暴怒。看不起人類，並稱人類為“過時的產物”。有操縱火雷的能力。
與天花對戰敗北，懷恨在心。最終被被京香、貝兒和優希三人組成的兩組能力聯手擊敗，在空折的努力下精神力拉入優希的夢境世界中。但只能搶救極小部分碎片的原因，導致個體體積只有膠卷大小的個子。
空折
吸收錢函可可與湯野波音而誕生的新生女性八雷神。能使用吸收到的人的能力。到人類世界擄走人類及破壞時遇上美羅與優希一夥。
在與美羅一役中擊敗了美羅並將其吸收，但隨後被優希與京香擊敗，肉身被消滅，吸收的三人也被釋放。但因為曾與優希接觸，而得以寄生於優希的精神世界中。目前正在優希的精神世界中享受悠然自得的生活，偶爾以高中女生的形象出現在優希夢境中。雖然與優希處於生命共同體的狀態，但還是不願說出其他八雷神的訊息，只對優希警告大極的危險。
若雲
帶著賽博風面具的八雷神，似乎以機械載體活動，“神奉者”事件中和鳴姬一起駐守總部觀察情況。
鳴姬
龐克風女性八雷神，頭上有一對閃電狀犄角裝飾，挑染髮色。“神奉者”事件時與若雲一起留守總部觀察情況。
伏摩
能複製外觀的女性八雷神。真容貌未知，複製過山城戀、瓦爾瓦拉·皮莉片可的外貌，但膚色與髮色與本尊宛如顛倒。
於月夜野貝兒結束七番組培訓後，潛入三番組隊舍，偷襲月夜野貝兒，將重傷後其收入卡片，並將外表擬態為貝兒的模樣參加桃源鄉集訓，企圖找機會偷襲其他組員。然而因為言行的差異，被優希識破，轉變成與作為伏兵的雷煉一起對付兩組魔防隊。後被皮莉片可拉入其能力建構的空間，最終被八番組三人聯手擊敗，肉身被消滅，精神則被空折拉入優希的精神世界中倖存。
能力為變形，能自由自在的改變外觀，不只能讓外觀變成與他人一模一樣，也能使肢體化作武器，甚至能分裂出分身。初現身時，擬態均為黑膚色外貌，但為了潛入而擬態成貝兒時是正常外貌。
大極
女性八雷神。似乎是第一位八雷神，被稱大極姐姐或大極姐。曾受「母親」告知希望一天最少要殺夠一千人。讓紫黑代替無法離開母親的大極指揮討伐魔防隊，但是卻讓她失望。

#### 神奉者
原本都是人類，得到了神賜予的力量，超越人類，代價就是成為神的兵馬，為其效勞。原本都是魔防隊的組長。
下村夢路
前魔防隊七番組組長。八雷神候補。
京香剛加入魔防隊時的上司，看中京香的潛力而推舉她擔任副隊長。後來因為野心膨脹，為爭取更高的地位而不惜一切代價去增加醜鬼討伐數，讓其他隊員不堪負荷。京香為阻止她而不斷勸諫，但她執迷不悟，不惜以退隊為賭注的決鬥脅迫京香順從。沒想到京香不屈不撓的答應決鬥，讓她戰敗後不得已的退出魔防隊。在她失去一切而迷茫之際，被八雷神招攬而成為神奉者。
狩獵一番組組長木乃實失敗，後被京香擊敗。戰敗後與京香達成交易，以八雷神的情報換取治療自己的機會，後受體內八雷神下的懲罰術式影響，目前入院療養中。

### 東家
決定東家下任家主而舉辦的戰鬥稱為「東之晚餐」。
東空子、東竹美
東家分家，因能力優秀而被本家收養。兩位為警察特種部隊，處理能力犯罪事件。義母為海桐花、義妹為風舞希。於橫濱空折篇有現身偵辦案件。
東弓奈
東家分家，因能力優秀而被本家收養。警察。麻衣亞、八千穗和日萬凜的義姐妹。

## 出版書籍
| 卷數 | 集英社        | 集英社                 | 東立出版社                   | 東立出版社                                                  | 封面人物           |
| 卷數 | 發售日期      | ISBN                   | 發售日期                     | ISBN                                                        | 封面人物           |
| ---- | ------------- | ---------------------- | ---------------------------- | ----------------------------------------------------------- | ------------------ |
| 1    | 2019年3月4日  | ISBN 978-4-08-881786-6 | 2020年3月5日                 | ISBN 978-957-26-4104-0                                      | 羽前京香           |
| 2    | 2019年7月4日  | ISBN 978-4-08-881896-2 | 2021年3月5日                 | ISBN 978-957-26-4105-7                                      | 駿河朱朱           |
| 3    | 2019年11月1日 | ISBN 978-4-08-882113-9 | 2021年9月6日                 | ISBN 978-957-26-4474-4                                      | 東日萬凜           |
| 4    | 2020年3月4日  | ISBN 978-4-08-882235-8 | 2021年11月12日               | ISBN 978-957-26-6808-5                                      | 大川村寧           |
| 5    | 2020年7月3日  | ISBN 978-4-08-882359-1 | 2022年4月22日                | ISBN 978-957-26-8124-4                                      | 和倉青羽           |
| 6    | 2020年12月4日 | ISBN 978-4-08-882481-9 | 2022年6月17日                | ISBN 978-957-26-8446-7                                      | 出雲天花           |
| 7    | 2021年4月2日  | ISBN 978-4-08-882604-2 | 2022年10月6日                | ISBN 978-957-26-8447-4                                      | 蝦夷夜雲           |
| 8    | 2021年8月4日  | ISBN 978-4-08-882743-8 | 2022年12月22日               | ISBN 978-957-26-8448-1                                      | 東風舞希           |
| 9    | 2021年12月3日 | ISBN 978-4-08-882857-2 | 2023年2月23日 2023年3月2日   | ISBN 978-626-347-693-6（首刷限定版） ISBN 978-626-347-365-2 | 上運天美羅         |
| 10   | 2022年5月2日  | ISBN 978-4-08-883109-1 | 2023年3月30日 2023年4月6日   | ISBN 978-626-347-694-3（首刷限定版） ISBN 978-626-347-366-9 | 空折               |
| 11   | 2022年9月2日  | ISBN 978-4-08-883234-0 | 2023年5月12日 2023年5月19日  | ISBN 978-626-360-196-3（首刷限定版） ISBN 978-626-360-051-5 | 紫黑               |
| 12   | 2023年1月4日  | ISBN 978-4-08-883342-2 | 2023年6月2日 2023年6月9日    | ISBN 978-626-360-198-7（首刷限定版） ISBN 978-626-360-197-0 | 多多良木乃實       |
| 13   | 2023年6月2日  | ISBN 978-4-08-883494-8 | 2023年10月6日 2023年10月13日 | ISBN 978-626-372-616-1（首刷限定版） ISBN 978-626-372-407-5 | 山城戀             |
| 14   | 2023年10月4日 | ISBN 978-4-08-883636-2 | 2024年1月19日 2024年1月26日  | ISBN 978-626-372-618-5（首刷限定版） ISBN 978-626-372-617-8 | 瓦爾瓦拉·皮莉片可  |
| 15   | 2024年2月2日  | ISBN 978-4-08-883829-8 | 2024年6月17日 2024年6月24日  | ISBN 978-626-02-1608-5（首刷限定版） ISBN 978-626-02-1326-8 | 伏摩、雷煉         |
| 16   | 2024年7月4日  | ISBN 978-4-08-884047-5 | 2024年11月5日 2024年11月11日 | ISBN 978-626-02-1609-2（首刷限定版） ISBN 978-626-02-1607-8 | 月夜野貝兒         |
| 17   | 2024年12月4日 | ISBN 978-4-08-884257-8 | 2025年3月31日                | ISBN 978-626-02-4010-3                                      | 東海桐花、東麻衣亞 |
| 18   | 2025年4月4日  | ISBN 978-4-08-884466-4 |                              |                                                             | 羽前京香、和倉優希 |
| 19   | 2025年9月4日  | ISBN 978-4-08-884622-4 |                              |                                                             |                    |

## 迴響
2023年9月，包含電子版在內的單行本發行量突破240萬冊。

## 電視動畫
2021年11月19日，宣佈將獲改編為由Seven Arcs製作的電視動畫，並公開前導視覺圖、前導宣傳片，以及男女主角的聲優——廣瀨裕也和鬼頭明里。
2022年3月27日，在AnimeJapan 2022的波麗佳音攤位舉辦舞台活動，出席聲優包括鬼頭明里和廣瀨裕也。

### 製作人員
- 總導演：西村純二
- 導演：久慈悟郎（第1季）、田村正文（第2季）
- 系列構成：中西泰博
- 劇本：加納亮太、金田一明
- 角色設計：吉井弘幸（第1季）、中野圭哉（第2季）
- 色彩設計：西村薰（第1季）、鈴木咲繪（第2季）
- 音樂：KOHTA YAMAMOTO
- 音響監督：橫田知加子
- 動畫製作：Seven Arcs[49][50]

### 主題曲
片頭曲
作词、作曲、编曲：久保正贵，主唱：鬼頭明里
片尾曲CHA∞IN 
作词、作曲、编曲：户岛友祐，主唱：内田真礼

### 各話列表
| 第1話  | 誕生、優希、覺醒     | 中西泰博 | 久慈悟郎            | 高村雄太   | 鞠野黃英 平田賢一 柴田志郎 中曾根詩織 金田榮二 臼田美夫                                                     | 吉井弘幸            | 2024年 1月4日 |
| 第2話  | 好奇、朱朱、敞胸露懷 | 中西泰博 | 久慈悟郎            | 布施木一喜 | 平田賢一 鞠野黃英 鄒神貓 金田榮二 南伸一郎 高添響                                                           | 橋本真希            | 1月11日       |
| 第3話  | 遭遇、京香、情緒激昂 | 中西泰博 | 久慈悟郎            | 高村雄太   | 鞠野黃英 平田賢一 宇都木勇 小澤和則 金田榮二                                                                | 鞠野黃英            | 1月18日       |
| 第4話  | 旋風、日萬凜、怒吼   | 加納京太 | 久慈悟郎            | 造         | 鞠野黃英 平田賢一 造 金田榮二                                                                               | 新垣一成            | 1月25日       |
| 第5話  | 姊妹、八千穗、嘲笑   | 加納京太 | 井端翔太            | 高村雄太   | 柴田志郎 鞠野黃英 平田賢一 新垣一成 清水勝祐 Wang xing Min hyun suk                                         | 二宮壯史            | 2月1日        |
| 第6話  | 強襲、佐原、閃耀光輝 | 金田一明 | 布施木一喜          | 布施木一喜 | 程震雷 平田賢一 鞠野黃英 柴田志郎 金田榮二                                                                  | 多田野仁志          | 2月8日        |
| 第7話  | 共鬥、天花、飛翔     | 金田一明 | 真亞屑              | 高村雄太   | 小澤和則 SAS 南原孝衣子 平田賢一 鞠野黃英 新垣一成 何燁 黄小珊 株式會社Big Owl                              | 川畑                | 2月15日       |
| 第8話  | 約定、寧、追憶       | 中西泰博 | 井畑翔太            | 曹毅       | 鞠野黃英 鄒神貓 李少雷 株式會社十文字 塚本智也 平田賢一                                                     | 鞠野黃英            | 2月22日       |
| 第9話  | 重逢、可可、舌舔     | 金田一明 | 真亞屑              | 高村雄太   | 小野可奈子 中曾根詩織 千葉山夏惠 株式會社reboot                                                             | 鞠野黃英            | 2月29日       |
| 第10話 | 開戰、波音、歌詠     | 中西泰博 | 布施木一喜          | 布施木一喜 | 杭新華 劉雲劉 平田賢一 鞠野黃英 十文字 Shanghai Xuanzhou Culture Media                                      | 橋本真希            | 3月7日        |
| 第11話 | 死鬥、青羽、志氣高漲 | 中西泰博 | 相澤伽月            | 高村雄太   | 內藤伊之介 中曾根詩織 鞠野黃英 平原 新垣一成 何燁 劉沂 味增 徐謙 Park Ae-ri Kim Eun-seon Koh Ye-ja 株式會社 | 平田賢一            | 3月14日       |
| 第12話 | 歸來、嶄新的、決心   | 中西泰博 | 久慈悟郎 指圖科都夢 | 造         | 造 新垣一成 平原 平田賢一 何燁 黄小珊 徐謙 味增                                                             | 吉井弘幸 小野可奈子 | 3月21日       |

### BD
| 卷數   | 發售日期      | 收錄話數       | 規格編號   |
| 第一季 | 第一季        | 第一季         | 第一季     |
| ------ | ------------- | -------------- | ---------- |
| 1      | 2024年4月17日 | 第1話 - 第4話  | PCXP-51081 |
| 2      | 2024年5月15日 | 第5話 - 第8話  | PCXP-51082 |
| 3      | 2024年6月19日 | 第9話 - 第12話 | PCXP-51083 |

## 外部連結
- 漫畫連載網站 - 少年Jump+（日語）
- 電視動畫官方網站（日語）
- 魔都精兵的奴隸的X（前Twitter）（日語）